# Damaris Lewis

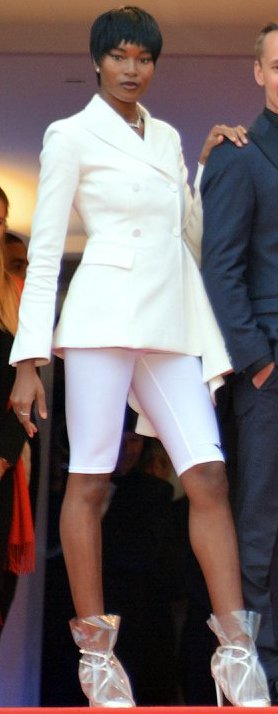
Damaris Lewis im Jahr 2018

Damaris Lewis (* 10. Oktober 1990 in Brooklyn, New York City) ist eine US-amerikanische Schauspielerin und Model. Sie war in der Sports Illustrated Swimsuit Issues der Jahre 2009, 2010 und 2011 abgebildet.

## Leben
Lewis wuchs in Brooklyn auf. Ihre Eltern sind Westinder aus St. Kitts. An der LaGuardia High School in New York lernte sie tanzen.
Ihre Modelkarriere begann, nachdem sie am Chelsea Piers als Tänzerin auftrat und dabei von Agenten von Elite Model Management angesprochen wurde. Nach der Highschool schloss sie mit der Agentur einen Kontrakt. Auch bei Muse Model Management ist sie unter Vertrag. Sie ist Patentochter von Van Jones.

## Filmografie
- 2011: Ohne Limit (Limitless)
- 2013: The Tale of Timmy Two Chins
- 2014: The Rewrite
- 2014: Listen Up Philip
- 2018: BlacKkKlansman
- 2019: See You Yesterday
- 2019: Pose (Fernsehserie, fünf Episoden)
- 2019–2022: See – Reich der Blinden (See, vier Episoden)
- 2020: Fatale
- 2020–2021: Titans (Fernsehserie, neun Episoden)
- 2023: Five Star Murder
- 2024: Queen of the Ring